# أولاد حجاج (غياتة الغربية)
أولاد حجاج هي إحدى مشيخات المملكة المغربية، تتبع جغرافيا لإقليم تازة وإداريًا لغياتة الغربية. يقدر عدد سكانها بـ 7618 نسمة حسب الإحصاء الرسمي للسكان والسكنى لسنة 2004.